# Internationale luchthaven Kopenhagen Kastrup
Københavns Lufthavne Kastrup is de internationale luchthaven van Denemarken bij de hoofdstad Kopenhagen. Zij is tevens de grootste luchthaven van het land, en van heel Scandinavië. Zij ligt in de gemeente Tårnby op het eiland Amager, ongeveer acht kilometer ten zuidoosten van het centrum van Kopenhagen.
Het vliegveld heeft drie terminals: terminal 1 is voor het binnenlands vliegverkeer, terminal 2 en 3 voor internationale vluchten. In 2023 passeerden 26,8 miljoen passagiers. De top vier bestemmingen dat jaar waren Londen, Oslo, Stockholm en Amsterdam. In 2023 waren er 60 luchtvaartmaatschappijen die gebruik maakten van de luchthaven, zij vlogen 321 routes naar 164 bestemmingen.
| Jaar | Passagiers | Vracht (ton) |
| ---- | ---------- | ------------ |
| 2006 | 20.900.000 | 380.020      |
| 2010 | 21.501.750 | 309.236      |
| 2012 | 23.336.187 | 354.269      |
| 2019 | 30.256.703 |              |
| 2020 | 7.525.441  |              |
| 2021 | 7.179.654  |              |
| 2022 | 22.143.135 |              |
| 2023 | 26.765.446 |              |

De luchthaven is vanuit het centrum met de trein bereikbaar en sinds 2007 ook via lijn M2 van de metro. Beide vervoersmodi gebruiken het Station Københavns Lufthavn, Kastrup. de reistijd naar het centrum bedraagt zo'n 15 minuten.
De beheerder van de luchthaven is het beursgenoteerde Københavns Lufthavne A/S of Copenhagen Airports A/S.

## Geschiedenis
De luchthaven opende in 1925 als Kastrup Lufthavn. In het eerste jaar maakten 2100 passagiers gebruik van de faciliteiten. In 1939 werd de naam veranderd in de huidige. In dat jaar was het aantal passagiers gestegen naar 70.000. Het vliegveld kwam redelijk ongeschonden uit de Tweede Wereldoorlog en in 1946 was het passagiersaantal verdrievoudigd naar 246.000. In 1960 werd Terminal 2 officieel geopend door de Deense koning Frederik. In 1998 werd de derde terminal op de luchthaven geopend. 